# 松村道子
松村 道子（まつむら みちこ、1978年12月23日 - ）は、フリーアナウンサー、フリーライター。元新潟総合テレビアナウンサー･記者。

## 来歴
新潟県立新潟高等学校、東京女子大学卒業。
高校時代はサッカー部マネージャーを務めた。
2002年から2007年まで新潟総合テレビの報道制作部等でアナウンサー、記者、ニュースデスクとして活躍。2002年には、拉致被害者帰国報道において、社長賞を受賞した。
2008年以降はフリーアナウンサーとして、ラジオを中心に活動した。
2012年から2019年にかけては、アルビレックス新潟を精力的に取材し、FM PORTのサッカー中継でピッチサイドコメンテーターを務めた。
2020年3月から、NST新潟総合テレビの報道番組「NST News タッチ」キャスターに就任。
JSMT所属のスポーツメディアトレーナー®️として、アスリートにメディア対応を指導している。

## 現在の出演
- NST News タッチ

## 過去の出演番組
- NSTスーパーニュース フィールドキャスター
- アルビスタジアムNST MC
- 衆議院議員選挙 開票速報キャスター（NST）
- 中越地震特番キャスター(NST)
- サッカー中継「リアルアルビ」 ピッチサイドコメンテーター（FM PORT）
- FM PORT スポーツスペシャル アルビフリークライブＪ「柳下正明 ベンチでの闘い（FM PORT）
- 中越グループ PAN UP（FM PORT、2015年10月4日[1] - 2020年3月29日[2]）

## 余談
- 新潟総合テレビが現在の八千代の新社屋に移って3日後の2004年10月23日の17時56分に、新潟県中越地震が発生。直後の18時頃から同局のスタジオから新潟県内の地震被害の状況を、フジテレビ系列を通じて全国に伝えていた。その最中にも強い余震があったが、冷静に視聴者に注意を呼び掛けた。